# Европско првенство у атлетици у дворани 1971 — 3.000 метара за мушкарце
Такмичење у дисциплини трка на 3.000 метара у мушкој конкуренцији на 2. Европском првенству у атлетици у дворани 1971. одржано је у Фестивалској дворани у Софији 13. марта квалификације и 14. марта финална трка.
Титулу освојену у Бечу 1970. није бранио Ричард Вајлд из Уједињеног Краљевства.

## Земље учеснице
Учествовало је 15 такмичара из 13 земаља.
1. Белгија (1)
2. Бугарска (1)
3. Западна Немачка (2)
4. Источна Немачка  (1)
5. Италија (2)
6. Мађарска (1)
7. Пољска (1)
8. Совјетски Савез (2)
9. Уједињено Краљевство (1)
10. Финска (1)
11. Француска  (1)
12. Холандија (1)
13. Швајцарска(1)

## Рекорди
Извор:
| Рекорди пре почетка Европског првенства у дворани 1971.     | Рекорди пре почетка Европског првенства у дворани 1971. | Рекорди пре почетка Европског првенства у дворани 1971. | Рекорди пре почетка Европског првенства у дворани 1971. | Рекорди пре почетка Европског првенства у дворани 1971. | Рекорди пре почетка Европског првенства у дворани 1971. |
| ----------------------------------------------------------- | ------------------------------------------------------- | ------------------------------------------------------- | ------------------------------------------------------- | ------------------------------------------------------- | ------------------------------------------------------- |
| Светски рекорд                                              | Ричард Вајлд                                            | Уједињено Краљевство                                    | 7:46,85                                                 | Беч, Аустрија                                           | 15. март 1970.                                          |
| Европски рекорд у дворани                                   | Ричард Вајлд                                            | Уједињено Краљевство                                    | 7:46,85                                                 | Беч, Аустрија                                           | 15. март 1970.                                          |
| Рекорди европских првенстава                                | Ричард Вајлд                                            | Уједињено Краљевство                                    | 7:46,85                                                 | Беч, Аустрија                                           | 15. март 1970.                                          |
| Рекорди после завршеног Европског првенства у дворани 1971. |                                                         |                                                         |                                                         |                                                         |                                                         |
| Нових рекорда није било.                                    |                                                         |                                                         |                                                         |                                                         |                                                         |

## Освајачи медаља
|                                    |                              |                                 |
| Питар Стјуарт Уједињено Краљевство | Вилфред Шулц Источна Немачка | Јуриј Алексашин Совјетски Савез |

## Резултати
Квалификацје су одржане 13. марта, а финале 14. марта.

### Квалификације
У квалификацијама такмичари су били подељени у две групе: прва са 8 и друга са 7 атлетичара. У финале су се квалификовала по четворица првпласираних из обе групе (КВ).
| Позиција | Група | Атлетичар         | Националност         | Време  | Белешка |
| -------- | ----- | ----------------- | -------------------- | ------ | ------- |
| 1.       | 1     | Вилфред Шулц      | Источна Немачка      | 8:00,9 | КВ      |
| 2.       | 1     | Јуриј Алексашин   | Совјетски Савез      | 8:02,2 | КВ      |
| 3.       | 1     | Egbert Nijstadt   | Холандија            | 8:05,7 | КВ      |
| 4.       | 1     | Лајош Мечер       | Мађарска             | 8:07,1 | КВ      |
| 5.       | 1     | Rune Holmén       | Финска               | 8:11,5 |         |
| 6.       | 2     | Ђузепе Чиндоло    | Италија              | 8:19,5 | КВ      |
| 7.       | 2     | Питар Стјуарт     | Уједињено Краљевство | 8:19,6 | КВ      |
| 8.       | 1     | Петко Јорданов    | Бугарска             | 8:19,8 |         |
| 9.       | 1     | Гаетано Пустерла  | Италија              | 8:20,4 |         |
| 10.      | 2     | Анатолиј Верлан   | Совјетски Савез      | 8:20,5 | КВ      |
| 11.      | 2     | Жерар Вервор      | Француска            | 8:20,8 | КВ      |
| 12.      | 2     | Тони Фелдман      | Швајцарска           | 8,21,6 |         |
| 13.      | 2     | Паул Ангенворт    | Западна Немачка      | 8:26,6 |         |
| 14.      | 2     | Stanislaw Podzoba | Пољска               | 8:27,5 |         |
| 15.      | 1     | Едгар Салве       | Белгија              | 8:52,0 |         |

### Финале
| Пласман | Атлетичар       | Земља                | Резултат | Белешка |
| ------- | --------------- | -------------------- | -------- | ------- |
|         | Питар Стјуарт   | Уједињено Краљевство | 7:53,6   | '       |
|         | Вилфред Шулц    | Источна Немачка      | 7:54,4   |         |
|         | Јуриј Алексашин | { Совјетски Савез    | 8:01,2   |         |
| 4.      | Анатолиј Верлан | Совјетски Савез      | 8:05,0   |         |
| 5.      | Лајош Мечер     | Мађарска             | 8:06,2   |         |
| 6.      | Egbert Nijstadt | Холандија            | 8:13,6   |         |
| 7.      | Ђузепе Чиндоло  | Италија              | 8:22,6   |         |
| 8.      | Жерар Вервор    | Француска            | 8:24,8   |         |

## Укупни биланс медаља у трци на 3.000 метара за мушкарце после 2. Европског првенства у дворани 1970—1971.
|    | Земља                |   |   |   |   |
| -- | -------------------- | - | - | - | - |
| 1. | Уједињено Краљевство | 2 | 0 | 0 | 2 |
| 2, | Западна Немачка      | 0 | 1 | 0 | 1 |
| 3. | Источна Немачка      | 0 | 1 | 0 | 1 |
| 4. | Совјетски Савез      | 0 | 0 | 1 | 1 |
| 5. | Шпанија              | 0 | 0 | 1 | 1 |
|    | Укупно {5}           | 2 | 2 | 2 | 6 |

|                                       | Атлетичар                             | Земља                                 |                                       |                                       |                                       |                                       |
| Није био вишеструких освајача медаља. | Није био вишеструких освајача медаља. | Није био вишеструких освајача медаља. | Није био вишеструких освајача медаља. | Није био вишеструких освајача медаља. | Није био вишеструких освајача медаља. | Није био вишеструких освајача медаља. |
| ------------------------------------- | ------------------------------------- | ------------------------------------- | ------------------------------------- | ------------------------------------- | ------------------------------------- | ------------------------------------- |